# Speocera bovenlanden
Speocera bovenlanden là một loài nhện trong họ Ochyroceratidae. Loài này phân bố ở Sumatra.